# Lista de presidentes da Assembleia Legislativa de Minas Gerais
Esta é uma lista de presidentes da Assembleia Legislativa de Minas Gerais desde 1947 até a última e atual legislatura. 
Atualmente, a Assembleia Legislativa de Minas Gerais possui 77 deputados, eleitos para mandatos de quatro anos, sendo renovados sem limite de reeleição. As eleições para deputado são feitas junto com as eleições para presidente da república, governador de estado, senador e deputado federal, dois anos após as eleições municipais. 
O atual Presidente da Assembleia Legislativa de Minas Gerais é o deputado Tadeuzinho filiado ao Movimento Democrático Brasileiro.
| Nº | Nome do deputado            | Imagem | Início do mandato       | Fim do mandato          | Naturalidade            | Partido |
| -- | --------------------------- | ------ | ----------------------- | ----------------------- | ----------------------- | ------- |
| 1  | Feliciano de Oliveira Penna |        | 16 de julho de 1947     | 24 de julho de 1947     | Santa Maria de Itabira  | PR      |
| 2  | Alberto Teixeira            |        | 24 de julho de 1947     | 15 de março de 1948     | Congonhas               | PTN     |
| 3  | Martins da Costa            |        | 15 de março de 1948     | 21 de março de 1950     |                         | PSD     |
| 4  | Feliciano de Oliveira Penna |        | 21 de março de 1950     | 1 de fevereiro de 1951  | Santa Maria de Itabira  | PR      |
| 5  | Ribeiro Pena                |        | 1 de fevereiro de 1951  | 10 de fevereiro de 1956 | Itapecerica             | PSD     |
| 6  | José Augusto                |        | 10 de fevereiro de 1956 | 2 de março de 1961      | Caeté                   | PSD     |
| 7  | Castro Pires                |        | 2 de março de 1961      | 13 de março de 1962     |                         | PSD     |
| 8  | Pio Canedo                  |        | 13 de março de 1962     | 4 de fevereiro de 1963  |                         | PSD     |
| 9  | Walthon Goulart             |        | 4 de fevereiro de 1963  | 2 de fevereiro de 1965  | Santo Antônio do Glória | UDN     |
| 10 | Jorge Vargas                |        | 2 de fevereiro de 1965  | 3 de fevereiro de 1966  |                         | UDN     |
| 11 | Bonifácio de Andrada        |        | 3 de fevereiro de 1966  | 2 de fevereiro de 1967  | Barbacena               | ARENA   |
| 12 | Manoel Costa                |        | 2 de fevereiro de 1967  | 3 de março de 1969      | Capivari (SP)           | ARENA   |
| 13 | Orlando Andrade             |        | 3 de março de 1969      | 1 de abril de 1970      |                         | ARENA   |
| 14 | Homero dos Santos           |        | 1 de abril de 1970      | 2 de fevereiro de 1971  | Uberlândia              | ARENA   |
| 15 | Expedito Tavares            |        | 2 de fevereiro de 1971  | 2 de março de 1973      | Córrego Danta           | ARENA   |
| 16 | Nunes Coelho                |        | 2 de março de 1973      | 1 de fevereiro de 1975  | Guanhães                | ARENA   |
| 17 | João Ferraz                 |        | 1 de fevereiro de 1975  | 3 de março de 1977      | Belo Horizonte          | ARENA   |
| 18 | Antônio Dias                |        | 3 de março de 1977      | 1 de fevereiro de 1979  | Montes Claros           | ARENA   |
| 19 | João Navarro                |        | 1 de fevereiro de 1979  | 6 de março de 1981      |                         | ARENA   |
| 20 | José Santana                |        | 6 de março de 1981      | 1 de fevereiro de 1983  |                         | ARENA   |
| 21 | Genésio Bernardino          |        | 1 de fevereiro de 1983  | 4 de março de 1985      |                         | PMDB    |
| 22 | Dalton Canabrava            |        | 4 de março de 1985      | 1 de fevereiro de 1987  | Curvelo                 | PMDB    |
| 23 | Neif Jabur                  |        | 1 de fevereiro de 1987  | 22 de dezembro de 1988  | Passos                  | PMDB    |
| 24 | Camilo Machado              |        | 22 de dezembro de 1988  | 1 de março de 1989      | Abadia dos Dourados     | PFL     |
| 25 | Kemil Kumaira               |        | 1 de março de 1989      | 1 de fevereiro de 1991  | Teófilo Otoni           | PMDB    |
| 26 | Romeu Queiroz               |        | 1 de fevereiro de 1991  | 15 de fevereiro de 1993 | Patrocínio              | PRS     |
| 27 | José Ferraz                 |        | 15 de fevereiro de 1993 | 1 de fevereiro de 1995  | Santa Maria do Salto    | PRS     |
| 28 | Agostinho Patrus            |        | 1 de fevereiro de 1995  | 17 de fevereiro de 1997 | Belo Horizonte          | PTB     |
| 29 | Romeu Queiroz               |        | 17 de fevereiro de 1997 | 1 de fevereiro de 1999  | Patrocínio              | PTB     |
| 30 | Anderson Adauto             |        | fevereiro de 1999       | fevereiro de 2001       | Sacramento              | PL      |
| 31 | Antônio Júlio               |        | fevereiro de 2001       | fevereiro de 2003       | Pará de Minas           | PMDB    |
| 32 | Mauri Torres                |        | fevereiro de 2003       | fevereiro de 2007       | Pará de Minas           | PSDB    |
| 32 | Alberto Pinto Coelho        |        | fevereiro de 2007       | 31 de dezembro de 2010  | Rio Verde (GO)          | PP      |
| 33 | Doutor Viana                |        | 1 de janeiro de 2011    | 31 de janeiro de 2011   | Água Branca (AL)        | DEM     |
| 34 | Dinis Pinheiro              |        | 1 de fevereiro de 2011  | 31 de janeiro de 2015   | Ibirité                 | PP      |
| 35 | Adalclever Lopes            |        | 1 de fevereiro de 2015  | 31 de janeiro de 2019   | Belo Horizonte          | PMDB    |
| 36 | Agostinho Patrus Filho      |        | 1 de fevereiro de 2019  | 31 de janeiro de 2023   | Belo Horizonte          | PV      |
| 37 | Tadeuzinho                  |        | 1 de fevereiro de 2023  | em exercício            | Montes Claros           | MDB     |